# Schlacht bei Halidon Hill
Schlachten des Ersten Schottischen Unabhängigkeitskrieges

Berwick – Dunbar – Stirling Bridge – Falkirk – Roslin – Stirling Castle – Methven – Dalry – Glen Trool – Loudoun Hill – Inverurie – Brander – Perth – Bannockburn – Berwick – Berwick – Myton – Byland – Weardale
Schlachten des Zweiten Schottischen Unabhängigkeitskrieges

Kinghorn – Dupplin Moor – Annan – Berwick – Halidon Hill – Boroughmuir – Culblean – Neville’s Cross
Die Schlacht bei Halidon Hill am 19. Juli 1333 war eine Schlacht der Schottischen Unabhängigkeitskriege. Beim Versuch, die belagerte Stadt Berwick-upon-Tweed zu entsetzen, wurden die schottischen Truppen unter Sir Archibald Douglas auf ungünstigem Terrain von den Engländern vernichtend geschlagen.

## Vorgeschichte
Seit Mitte März 1333 belagerte ein englisches Heer unter dem Kommando des schottischen Titularkönigs Edward Balliol die strategisch wichtige Grenzstadt Berwick. Im Mai wurden die Belagerer durch ein Heer unter dem englischen König Eduard III. verstärkt. Am 15. Juli schlossen die schottischen Verteidiger mit den Belagerern einen Waffenstillstand. Im Gegenzug erklärten sie, dass sie sich am 20. Juli ergeben würden, falls bis dahin nicht ein schottisches Heer auf schottischem Grund die englische Armee besiegt hätte. Alternativ würden die Engländer die Belagerung aufheben, falls zweihundert schottische Men-at-arms die Stadt erreichen würden. Der schottische Guardian Archibald Douglas hatte ein großes Heer aus allen Teilen Schottlands zum Entsatz der Stadt zusammengezogen. Über die Stärke des schottischen Heers gibt es keine genauen Angaben, sie wird auf etwa 7500 Mann geschätzt. Douglas hatte bislang gezögert, sich den Engländern in offener Feldschlacht zu stellen. Stattdessen hatte er versucht, ähnlich wie bei der Belagerung von 1319 die Engländer durch Überfälle auf Nordengland zum Abbruch der Belagerung zu bewegen. Durch die Bedingungen des Waffenstillstands war er nun gezwungen, sich zur Schlacht zu stellen, falls er die Stadt nicht aufgeben wollte. Über die Stärke des englischen Heeres gibt es keine genauen Angaben, doch es war den Schotten wahrscheinlich zahlenmäßig unterlegen. Von Northumberland kommend, überquerten die Schotten den Tweed, um von der Landseite her nach Berwick zu gelangen.

## Aufstellung
Als der englische König von dem Anmarsch der schottischen Armee erfuhr, stellte er 500 Soldaten zur Fortsetzung der Belagerung von Berwick ab, während er mit dem Gros seiner Armee zum Halidon Hill zog, einem bis über 160 m hohen Hügel, der sich etwa drei Kilometer nordwestlich von Berwick befindet und den landseitigen Zugang zur Stadt beherrscht. Die schottische Armee hatte nach der Überquerung des Tweed bei Duns die Nacht verbracht, ehe sie am nächsten Tag die englische Armee angreifen wollte. Am Morgen des 19. Juli, einen Tag vor Ablauf des Waffenstillstands, zog die schottische Armee in Richtung des etwa zwanzig Kilometer entfernten Berwick. Als die Engländer gegen Mittag die schottische Armee herannahen sahen, stellte sie sich in drei Divisionen gegliedert zur Schlacht. Dabei kommandierten der Earl of Norfolk als Marshal sowie Sir Edward Bohun als Vertreter seines Bruders John, des Constable of England, den rechten Flügel. Der König befehligte die mittlere Division, während Edward Balliol den linken Flügel befehligte. Jede der drei Divisionen gruppierte an ihren Rändern die Bogenschützen. Entgegen der ritterlichen Tradition ließ der englische König, wahrscheinlich auf den Rat des erfahrenen Henry de Beaumont, seine Truppen eine defensive Stellung beziehen. Die Ritter und men-at-arms sollten zu Fuß kämpfen, während die Bogenschützen die angreifenden Schotten beschießen konnten. Auch der König selbst kämpfte unstandesgemäß zu Fuß, was einiges Aufsehen erregte. Hinter den Linien der men-at-arms wurden allerdings die Pferde in Bereitschaft gehalten, um sie für eine Verfolgung des geschlagenen Gegners rasch zur Verfügung zu haben.
Die Schotten teilten ihre Armee ebenfalls in drei Divisionen auf. Der rechte Flügel stand unter dem Befehl des jungen Earl of Moray, während der junge Robert Stewart die mittlere Division kommandierte. Der linke schottische Flügel wurde von Archibald Douglas geführt. Die Schotten mussten am Fuß des Hügels sumpfiges Gelände durchqueren, ehe sie hügelaufwärts die Engländer angreifen konnten. Dies machte einen Reiterangriff sehr schwierig, weshalb Archibald Douglas sein Heer zu Fuß kämpfen ließ. Wie die Engländer ließen die schottischen Ritter ihre Pferde in der Obhut von Pferdeknechten hinter den Linien zurück.

## Schlachtverlauf

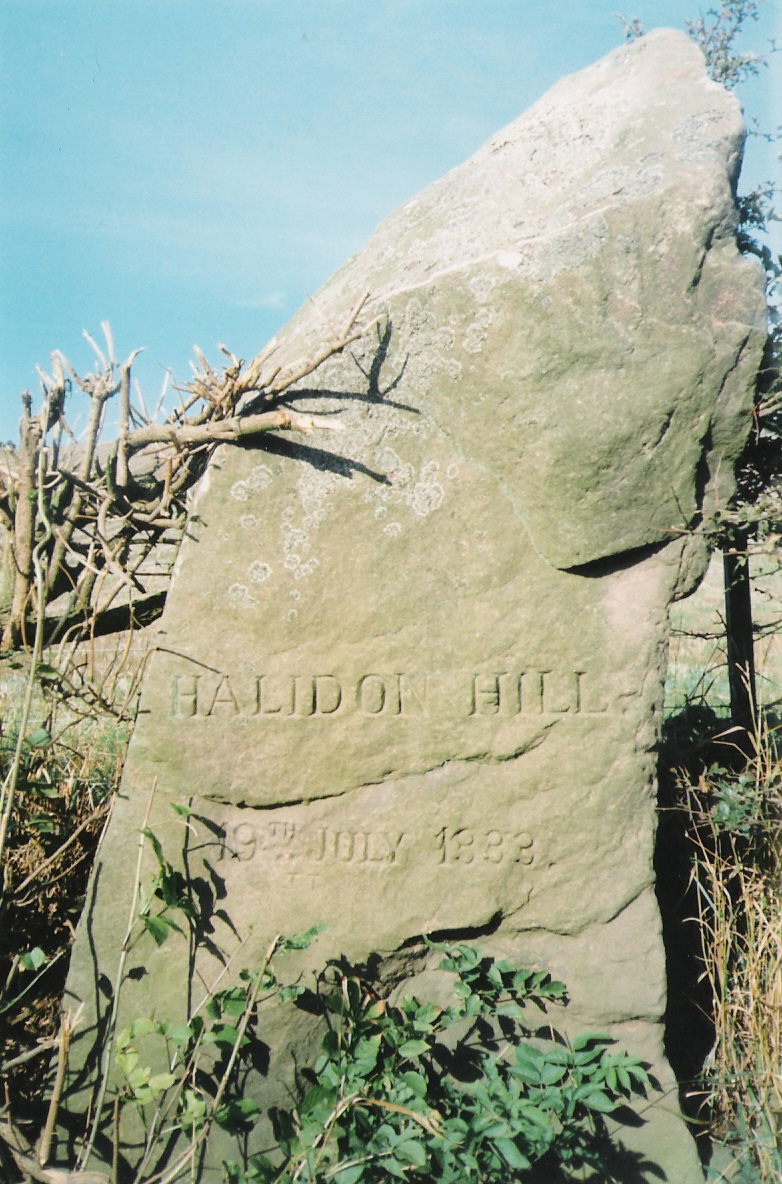
Gedenkstein an die Schlacht bei Halidon Hill

Wie schon bei der Schlacht von Bannockburn 1314 kam es vor der Schlacht zu einem Zweikampf zwischen zwei Rittern. Der Schotte Turnbull, der als wahrer Goliath beschrieben wurde, forderte die Engländer zum Zweikampf heraus. Robert Benhale, ein Ritter aus Norfolk nahm die Herausforderung an und konnte Turnbull besiegen. Damit war der Ausgang des Zweikampfes wie bei Bannockburn ein Vorzeichen für den Ausgang der Schlacht.
Zu Beginn der Schlacht durchquerten die Schotten den sumpfigen Grund und sammelten sich, um geschlossen hügelaufwärts gegen die englischen Linien anzustürmen. Doch bereits bei der Überquerung des sumpfigen Grunds gerieten sie unter dem anhaltenden Beschuss der englischen Bogenschützen und erlitten schwere Verluste. Noch bevor das schottische Zentrum und der linke Flügel in die Schlacht eingreifen konnten, war der zuerst angreifende rechte schottische Flügel unter Moray bereits geschlagen. Dadurch entmutigt, drängten die verbliebenen schottischen Divisionen zusammen und verloren ihre Schlachtordnung. Wenig später löste sich das schottische Heer in wilder Flucht auf und flüchtete hügelabwärts. Nur Aodh, 4. Earl of Ross stellte sich nun mit seinen Männern den angreifenden Engländern. Als Ross und seine Männer gefallen waren, stand einer Verfolgung der flüchtenden Schotten nichts mehr im Wege. Die schottischen Pferdeknechte bestiegen selbst die Pferde, als sie die schottische Niederlage kommen sahen, und flüchteten. Damit lieferten sie die schottischen Ritter faktisch den verfolgenden Engländern aus, die nun ihre Pferde bestiegen und den flüchtenden Schotten nachsetzten. Zahlreiche Schotten wurden auf der Flucht erschlagen, dabei machten die Engländer nur wenige Gefangene. Erst mit Anbruch der Dämmerung brachen die Engländer die Verfolgung der Schotten ab und kehrten zu ihren Fußsoldaten zurück, die in der Zwischenzeit das Schlachtfeld geplündert hatten.
Unter den getöteten Schotten befanden sich Archibald Douglas sowie fünf Earls, nämlich John Campbell, 1. Earl of Atholl, Alexander Bruce, 1. Earl of Carrick, Malcolm, 5. Earl of Lennox, Aodh, 4. Earl of Ross und Kenneth of Sutherland. Nach den englischen Chronisten sollen zwischen 35.712 und 60.000 Schotten getötet worden sein. Diese Angaben sind mit Sicherheit erheblich übertrieben, doch die schottischen Verluste waren enorm, während die Engländer nur geringe Verluste hatten. Angeblich verloren sie nur einen Ritter, einen Knappen und zwölf Fußsoldaten. Am Morgen nach der Schlacht ließ Eduard III. einhundert schottische Gefangene enthaupten.

## Folgen
Als direkte Folge der schottischen Niederlage ergab sich am Morgen des 20. Juli Berwick und Berwick Castle. Die Strategie, die der schottische Guardian verfolgt hatte, hatte sich als katastrophal erwiesen. Durch sein langes Zögern wurde er schließlich doch zur offenen Feldschlacht gezwungen. Dabei wurde der Ort der Schlacht von den Engländern gewählt, so dass die Schotten ein für ihren Angriff ungünstiges Gelände vorfanden und in der Schlacht eine vernichtende Niederlage erlitten. Für die englischen Bogenschützen war das Ergebnis der Schlacht dagegen ein Triumph. Die schottische Niederlage war so katastrophal, dass die Engländer den Krieg für gewonnen hielten. Sie glaubten, dass sich unter den schottischen Überlebenden kaum jemand finden würde, der den Mut, die Fähigkeit und die Mittel hatte, den Krieg fortzusetzen. Eduard III. ließ sich von Balliol weite Teile Südschottlands abtreten und überließ ihm die Eroberung der restlichen Gebiete. Doch der schottische Widerstand war trotz der Niederlage nicht gebrochen, so dass der englische König bereits im Winter von 1333 bis 1334 einen neuen Feldzug nach Schottland führen musste.